# Deinstedt
Deinstedt er en kommune med knap 650 indbyggere (2013) i Samtgemeinde Selsingen i den nordøstlige del af Landkreis Rotenburg (Wümme), i den nordlige del af den tyske delstat Niedersachsen.

## Geografi
Ud over hovedbyen Deinstedt ligger også den ind til 1974 selvstændige kommune Malstedt og bebyggelserne Stüh, Rohr, Löh, Hastenbeck og Visoh i kommunen. I den nordlige del af kommunen løber floden Bever.

## Historie
Deinstedt nævnes første gang i 1148 og Malstedt allerede i 1132 i et skrift fra Ærkebispedømmet Bremen.